# Анкуд (залив)
Залив Анку́д (исп.  Golfo de Ancud) — залив, расположенный на юге Республики Чили в области Лос-Лагос между островом Чилоэ на западе и материковой частью Чили (провинция Палена) на востоке.

## Границы пролива Анкуд
- На севере: острова Табонь, Пулугуи, Кеульин и Нао;
- на востоке: материковое побережье провинции Палена;
- на юге: острова Десерторес, Апьяо, Алао и Кинчао;
- на западе: восточное побережье острова Чилоэ.

## Общие сведения
Северо-западная часть залива соединяется с Тихим океаном проливом Чакао.
Заливы Анкуд, Корковадо, расположенный южнее, и Релонкави, расположенный севернее, были в прошлом озёрами Продольной долины Чили, но затем вследствие геологических потрясений этот район погрузился в воды океана.
Континентальное побережье залива почти полностью покрыто густой растительностью, на островах растительности заметно меньше.
Дно залива в основном каменистое. В середине залива большие глубины, в северной части встречаются мелкие участки и навигационные опасности.
Залив подвержен влиянию приливов, наиболее сильно они ощущаются в северо-западной части, в районе пролива Чакао.
Навигацию в районе залива Анкуд затрудняют частые туманы.